# Katia Santibañez
 (novembre 2021).
La mise en forme du texte ne suit pas les recommandations de Wikipédia : il faut le « wikifier ».
Les points d'amélioration suivants sont les cas les plus fréquents. Le détail des points à revoir est peut-être précisé sur la page de discussion.
- Les titres sont pré-formatés par le logiciel. Ils ne sont ni en capitales, ni en gras.
- Le texte ne doit pas être écrit en capitales (les noms de famille non plus), ni en gras, ni en italique, ni en « petit »…
- Le gras n'est utilisé que pour surligner le titre de l'article dans l'introduction, une seule fois.
- L'italique est rarement utilisé : mots en langue étrangère, titres d'œuvres, noms de bateaux, etc.
- Les citations ne sont pas en italique mais en corps de texte normal. Elles sont entourées par des guillemets français : « et ».
- Les listes à puces sont à éviter, des paragraphes rédigés étant largement préférés. Les tableaux sont à réserver à la présentation de données structurées (résultats, etc.).
- Les appels de note de bas de page (petits chiffres en exposant, introduits par l'outil «  Source ») sont à placer entre la fin de phrase et le point final[comme ça].
- Les liens internes (vers d'autres articles de Wikipédia) sont à choisir avec parcimonie. Créez des liens vers des articles approfondissant le sujet. Les termes génériques sans rapport avec le sujet sont à éviter, ainsi que les répétitions de liens vers un même terme.
- Les liens externes sont à placer uniquement dans une section « Liens externes », à la fin de l'article. Ces liens sont à choisir avec parcimonie suivant les règles définies. Si un lien sert de source à l'article, son insertion dans le texte est à faire par les notes de bas de page.
- La présentation des références doit suivre les conventions bibliographiques. Il est recommandé d'utiliser les modèles {{Ouvrage}}, {{Chapitre}}, {{Article}}, {{Lien web}} et/ou {{Bibliographie}}. Le mode d'édition visuel peut mettre en forme automatiquement les références.
- Insérer une infobox (cadre d'informations à droite) n'est pas obligatoire pour parachever la mise en page.

Pour une aide détaillée, merci de consulter Aide:Wikification.
Si vous pensez que ces points ont été résolus, vous pouvez retirer ce bandeau et améliorer la mise en forme d'un autre article.
Katia Santibañez est une artiste multidisciplinaire née le 17 mai 1964 à Paris, en France.

## Biographie

### Formation
Santibañez est née en 1964 à Paris,, a étudié la microbiologie et la biochimie avant d'étudier l'art aux Beaux-Arts de Paris de 1985 à 1990, elle quitte Paris en 1990 et s'installe à New York,. Elle a un atelier à New York ainsi que dans la Berkshires ville de Otis , Massachusetts, avec son mari et collègue artiste, James Siena,,.

### Travail artistique
Ses œuvres témoignent d'une grande variété de médiums (peinture, vidéo, dessin, gravure et photographie ),,,,,,. Son travail a été associé avec une « génération d'artistes new-yorkais obsédés par les motifs » selon Raphael Rubinstein écrit dans le magazine Art News. Certaines de ses peintures ont été acquises par son ami James H. Duffy qui en a fait don au musée Munson-Williams-Proctor Arts Institute à Utica, New York. Elle expose internationalement depuis 1998 et son travail fait partie de collections privées et publiques.
La critique Deborah Garwood dans Art Critical Magazine a écrit que « Santibañez organise souvent ses peintures sur un « plan d'image en une série de compartiments rectilignes » pour suggérer « de la fourrure, de l'herbe ou d'autres formes organiques », et que ses « techniques fascinantes ont de grandes réserves d'esprit et de profondeur conceptuelle ». La critique Holly Myers dans le Los Angeles Times a exprimé un sentiment similaire, ajoutant que son travail s'appuie sur plusieurs motifs de base, telles que « des grilles, des rayures et des rangées de vrilles déchiquetées ressemblant à de l'herbe », et que certaines de ses peintures sont « vivement séduisantes et sensuelles ». La critique Nectar Knuckles dans le magazine ARTnews a décrit son art comme structurant « des phénomènes naturels en des mondes kaléidoscopiques ». Keith Shaw dans le Berkshire Edge a suggéré que ses motifs « expriment subtilement une forme naturelle et une conception intellectuelle ».